# Hendrik Arnold Meijer
Hendrik Arnold Meijer (Amsterdam, 4 mei 1810 - Soerabaja, 2 april 1854) was een Nederlands dichtend marineofficier.
Hij werd als dichter het bekendst door zijn stuk De Boekanier (1840). Zijn ouders waren Hendrik Meijer Jr.(1776-1856) en Johanna Moolenaar (?-1840). Vader Hendrik Meijer Jr.was in zijn tijd ook bekend als dichter en was bevriend met Jan Frederik Helmers en Cornelis Loots. Toen Hendrik Arnold 7 jaar was verhuisden zijn ouders naar Haarlem, waar hij zijn verdere jeugd doorbracht. Daar leerde hij ook Klaas Sijbrandi kennen. Sijbrandi werd later predikant en literator en schreef na Hendrik Arnolds dood een levensbericht over hem.
Wanneer Hendrik Arnold 15 jaar is, verhuist hij naar Delft waar hij de opleiding tot marineofficier gaat volgen. Die wordt dan nog gegeven aan de Artillerie- en Genieschool, en verhuist later naar Den Helder (Willemsoord). In 1828 wordt Hendrik Arnold adelborst en gaat daadwerkelijk dienstdoen. Een jaar later vertrekt hij naar Nederlands-Indië. In 1832 is hij weer terug in Nederland en in 1834 trouwt hij in Amsterdam met Sara Hermina Barbier (1813 - 1861). Na een jaar krijgen ze een zoontje dat al jong sterft. In 1848 wordt Hendrik Arnold benoemd tot lid van de Maatschappij der Nederlandse Letterkunde. Na een aantal reizen naar onder andere West-Indië en opnieuw Nederlands-Indië wordt hij in 1851, na inmiddels te zijn opgeklommen tot luitenant-ter-zee 1e klasse, commandant van de schoenerbrik Padang.
In 1849 is hij inmiddels door koning Willem III benoemd tot Ridder in de Order van de Nederlandse Leeuw. Hij sterft in 1854 in Soerabaja aan dysenterie.
Hendrik Arnold Meijer wordt met zijn dichtwerken gerekend tot de navolgers van de Engelse dichter Byron. Al tijdens het leven van de Engelse dichter ontstond in Europa een stroming waarin Byron werd nagevolgd of vertaald. Meijer wordt gezien als een in zijn verschijningsvorm typisch Nederlandse vorm van het Byronisme, zoals de stroming werd genoemd. Meijers eerste stuk, Aan den Oceaan, verscheen in 1828 in de Almanak voor het Schoone en Goede. In Herman beschrijft Meijer de strijd van de Germaanse aanvoerder Herman (Arminius) tegen de Romeinse overheersers. Zijn bekendste werk, De Boekanier, verscheen in 1840 en speelt tijdens de Tachtigjarige Oorlog. Zijn tweede grote werk, Heemskerk (1848) is vooral een historisch stuk te noemen en beschrijft de zeeslag bij Gibraltar van 1607 waarbij admiraal Jacob van Heemskerk in de Baai van Gibraltar de Spaanse vloot vernietigde en zelf om het leven kwam. Daarnaast verscheen van Meijer onder andere Engeland en de slavenhandel (1843), waarin hij zich uitspreekt tegen slavenhandel en slavernij. Zijn hang naar vrijheid, een hoofdthema bij Byron, komen we ook in Meijers andere werken tegen en lijkt als een rode draad door zijn oeuvre te lopen.

## Werken
- Aan den Oceaan (in: Almanak voor het Schoone en Goede, 1828)
- De Overlevering (in: id. 1829)
- Herman (z.j.)
- De Boekanier (1840)
- Vaarwel aan Java (in: Aurora – jaarboekje voor 1843)
- Engeland en de Slavenhandel (in: Aurora – jaarboekje voor 1844)
- Aan mijnen zwager Janus Brongers, bij zijne promotie(z.j.)
- Heemskerk (1848)

Verzameld werk (postuum verschenen in 1861):
- De Boekanier, en andere gedichten
- Heemskerk.